# Старосамбірський повіт
Старосамбірський повіт  (нім. Bezirk Stary Sambor, пол. Powiat staromiejski, Powiat starosamborski) — історична адміністративно-територіальна одиниця у складі Королівства Галичини і Володимирії, ЗУНР і Польщі. 

## У складі Австро-Угорщини
Утворений у 1867 році, називався повіт Старе місто або Старий Самбір. На території повіту діяли 2 повітові суди — в Старому Самборі та Старій Солі.
У 1879 році в повіті проживало 41 827 мешканців у 60 самоврядних поселеннях. 
Українці становили 77% населення (1907).

## Західноукраїнська Народна Республіка
Повітовим комісаром був Северин Левицький. Делегатом до УНРади був обраний Теофіль Карачевський. Головою Повітової Національної Ради обраний Білобрам Осип.
Повіт входив до Львівської військової області ЗУНР.

## Під польською окупацією
Включений до складу Львівського воєводства після утворення воєводства у 1920 році на окупованих поляками землях ЗУНР.
1 квітня 1932 р. повіт було скасовано, і значна його частина була приєднана до Самбірського повіту, менша — до Турківського.

### Зміни адміністративного поділу
1 квітня 1927 р. сільські гміни (самоврядні громади) Блозев Ґурна, Конюв, Товарня і Волча Дольна вилучені зі Старосамбірського повіту та приєднані до Добромильського повіту Львівського воєводства.

#### Міста (Міські ґміни)
Після ліквідації повіту всі міські ґміни перейшли до складу Самбірського повіту.
1. м. Стара Сіль
2. м. Старий Самбір
3. містечко Хирів

#### Сільські ґміни
З 1920 по 1927 рік до складу повіту входило 54 сільські ґміни, з 1927 по 1932 — 50.
Передані до Самбірського повіту після ліквідації:
1. Бачина
2. Березув (Березів)
3. Біліч (Біличі)
4. Бонковице (Буньковичі)
5. Волошинува (Волошиново)
6. Воля Коблянська
7. Воля Райнова
8. Гродовіце (Городовичі)
9. Кобло Старе
10. Лібухова
11. Ляшки Муроване Весь
12. Ляшки Муроване Мястечко
13. Поляна зе Слівніцау
14. Росохи
15. Слохинє (Слохиня)
16. Созань
17. Стара Ропа
18. Страшевіце (Страшевичі)
19. Стшельбіце (Стрельбичі)
20. Сушица Велька (Велика Сушиця)
21. Сушица Рикова
22. Терло Рустикальне
23. Терло Шляхецьке
24. Фельштин
25. Шуміна

Передані до Турківського повіту після ліквідації:
1. Бистре
2. Бусовисько
3. Віцюв (Виців)
4. Галувка (Галівка)
5. Головєцко (Головецько)
6. Гронзьова (Грозьово)
7. Лаврув (Лаврів)
8. Леніна Велька (Велика Лінина)
9. Леніна Мала (Мала Лінина)
10. Лопушанка-Хомина
11. Лужек Гурни (Верхній Лужок)
12. Мшанєц (Мшанець)
13. Начулка Велька
14. Начулка Мала
15. Недзєльна (Недільна)
16. Плоскє
17. Поток Велькі (Поток)
18. Спас
19. Стшилкі (Стрілки)
20. Тершув (Тершів)
21. Тисовіца (Тисовиця)
22. Тиха
23. Топольниця Рустикальна
24. Топольниця Шляхецька
25. Туже (Тур'є)

* Виділено містечка, що були у складі сільських ґмін та не мали міських прав.